# Donaghadee
Donaghadee (iriska: Domhnach Daoi) är ett samhälle i distriktet Ards and North Down i grevskapet Down i Nordirland. Donaghadee ligger på Ardshalvön på Nordirlands östkust cirka 29 kilometer från Belfast och 8 kilometer från Bangor.
Donaghadee är mest känt för sitt fyrtorn och hamnen. Fiskehamnen har funnits här sedan senast 1600-talet och konstruktionen av den nuvarande hamnen är ifrån 1821. Hamnens kärna är byggt i kalksten från Moelfrestenbrotten på Anglesey i Wales. Härifrån går det färjor till Copelandöarna.
Samhället är omnämnt i Guinness rekordbok efter att puben Grace Neills i Donaghadees centrum är den äldsta puben i världen som fortfarande är i drift. Puben öppnades år 1611 under namnet King's Arms. Författaren och feministen Sarah Grand (1854–1943) föddes i Donaghadee.